# T.50 (estándar)
La recomendación de ITU-T T.50 especifica el Alfabeto de Referencia Internacional (IRA), anteriormente Núm. de Alfabeto Internacional 5 (IA5), un carácter que codifica. ASCII es la variante de los EE. UU. de aquel conjunto de caracteres.
La versión original de noviembre de 1988 corresponde a ISO 646. La versión actual es de septiembre de 1992.

## Uso
Este estándar es referenciado por otros estándares como el RFC 3966. Es también utilizado por algunos módems analógicos como los de Cisco.
Este estándar es referenciado por otros estándares como RFC 3939 - Llamado de Identificación de Línea para Mensajes de Correo de Voz.